# Hughe Knatchbull-Hugessen
Hughe Montgomery Knatchbull-Hugessen, född 26 mars 1886, död 31 mars 1971, var en brittisk diplomat.
Hughe Knatchbull-Hugessen inträdde på den diplomatiska banan 1908, var minister i Estland, Lettland och Litauen 1930–1934 och i Persien 1934–1936, ambassadör i Kina 1936–1938, i Turkiet 1939–1944 och i Belgien 1944–1947.